# Ángel Martín Peccis
Ángel Martín Peccis (Zaragoza) es un profesor universitario español. Fue embajador de España en Cuba (2020-2024).

## Carrera diplomática
Tras licenciarse en Ciencias Políticas y Sociología en la Universidad Nacional de Educación a Distancia (UNED), realizó un máster en Filosofía en la UNED y se doctoró en Ciencias Políticas de la Universidad Complutense de Madrid. Desarrolló su actividad docente como profesor universitario en diversas universidades colombianas: Universidad Santo Tomás, Pontificia Universidad Javeriana, Universidad EAN, Universidad de Santander y la Universidad Sergio Arboleda.
Ha sido director y representante de la Organización de Estados Iberoamericanos para la Educación, la Ciencia y la Cultura en Colombia (2005-2020). Durante su estancia en Colombia estuvo implicado en las negociaciones de paz con las FARC. Promovió un programa educativo de reinserción de los excombatientes de la guerrilla.
Director del Instituto Iberoamericano de Derechos Humanos de la Organización de Estados Iberoamericanos (2014-2020). Director del Programa Iberoamericano de Derechos Humanos, Democracia y Ciudadanía (2018-2020).
El 4 de noviembre de 2022 fue nombrado embajador de España en la Cuba. Ha sido el quinto embajador político, no perteneciente a la carrera diplomática, nombrado por el gobierno de Pedro Sánchez, aunque a diferencia de los otros cuatro no se conoce ninguna vinculación con el PSOE.
Martín Peccis ha recibido diversas críticas por las declaraciones que realizó al diario español Heraldo. El embajador español en Cuba, en lugar de referirse a la represión desatada por el régimen y al grito de libertad de los cubanos, achacó las protestas de la población cubana a las carencias económicas fruto del bloqueo estadounidense, a las medidas de la Administración Trump y a la pandemia del covid. Con todo, a lo largo del año 2022, se produjo un éxodo masivo de cubanos, superando las 225.000 personas. Según el grupo de trabajo Justicia 11-J, 1.771 personas fueron detenidas en Cuba, por participar en diversas protestas; de las cuales 750 fueron procesadas, incluyendo a quince menores. La pena máxima impuesta fue de treinta años de cárcel. En diciembre de 2022 entró en vigor un nuevo Código Penal, utilizado como instrumento para frenar el disenso.

## Distinciones
Martín Peccis ha recibido las siguientes distinciones:
- Orden de la Democracia Simón Bolívar, condecorado por la Cámara de Representantes de Colombia.
- Orden del Congreso, otorgado por el Senado de la República de Colombia
- Orden de Boyacá (2018), impuesta por Juan Manuel Santos.